# The Prodigy/Diskografie
Diese Diskografie ist eine Übersicht über die musikalischen Werke der britischen Band The Prodigy. Den Schallplattenauszeichnungen zufolge hat sie bisher mehr als 16,5 Millionen Tonträger verkauft, davon alleine in ihrer Heimat über 10,9 Millionen. Ihre erfolgreichste Veröffentlichung ist das Album The Fat of the Land mit über 4,9 Millionen verkauften Einheiten.

## Alben

### Studioalben
| Jahr | Titel Musiklabel                                            | Höchstplatzierung, Gesamtwochen, AuszeichnungChartplatzierungen (Jahr, Titel, Musiklabel, Platzierungen, Wochen, Auszeichnungen, Anmerkungen) | Höchstplatzierung, Gesamtwochen, AuszeichnungChartplatzierungen (Jahr, Titel, Musiklabel, Platzierungen, Wochen, Auszeichnungen, Anmerkungen) | Höchstplatzierung, Gesamtwochen, AuszeichnungChartplatzierungen (Jahr, Titel, Musiklabel, Platzierungen, Wochen, Auszeichnungen, Anmerkungen) | Höchstplatzierung, Gesamtwochen, AuszeichnungChartplatzierungen (Jahr, Titel, Musiklabel, Platzierungen, Wochen, Auszeichnungen, Anmerkungen) | Höchstplatzierung, Gesamtwochen, AuszeichnungChartplatzierungen (Jahr, Titel, Musiklabel, Platzierungen, Wochen, Auszeichnungen, Anmerkungen) | Anmerkungen                              |
| Jahr | Titel Musiklabel                                            | DE | AT | CH | UK | US | Anmerkungen                              |
| ---- | ----------------------------------------------------------- | --- | --- | --- | --- | --- | ---------------------------------------- |
| 1992 | Experience XL Recordings (EMI)                              | DE75 (9 Wo.)DE | — | — | UK12 Platin · (52 Wo.)UK | — | Erstveröffentlichung: 28. September 1992 |
| 1994 | Music for the Jilted Generation XL Recordings (EMI)         | DE11 (24 Wo.)DE | AT7 (26 Wo.)AT | CH9 (13 Wo.)CH | UK1 ×2Doppelplatin · (150 Wo.)UK | US198 (2 Wo.)US | Erstveröffentlichung: 4. Juli 1994       |
| 1997 | The Fat of the Land XL Recordings (EMI)                     | DE1 Gold · (36 Wo.)DE | AT1 Gold · (16 Wo.)AT | CH1 Gold · (19 Wo.)CH | UK1 ×5Fünffachplatin · (77 Wo.)UK | US1 ×2Doppelplatin · (57 Wo.)US | Erstveröffentlichung: 30. Juni 1997      |
| 2004 | Always Outnumbered, Never Outgunned XL Recordings (EMI)     | DE6 (7 Wo.)DE | AT8 (6 Wo.)AT | CH3 (8 Wo.)CH | UK1 Gold · (9 Wo.)UK | US62 (2 Wo.)US | Erstveröffentlichung: 11. August 2004    |
| 2009 | Invaders Must Die Take Me to the Hospital (Cooking Vinyl)   | DE3 Gold · (24 Wo.)DE | AT5 Gold · (18 Wo.)AT | CH1 Gold · (28 Wo.)CH | UK1 ×2Doppelplatin · (52 Wo.)UK | US58 (4 Wo.)US | Erstveröffentlichung: 18. Februar 2009   |
| 2015 | The Day Is My Enemy Take Me to the Hospital (Cooking Vinyl) | DE6 (9 Wo.)DE | AT10 (6 Wo.)AT | CH3 (10 Wo.)CH | UK1 Gold · (19 Wo.)UK | US127 (1 Wo.)US | Erstveröffentlichung: 27. März 2015      |
| 2018 | No Tourists Take Me to the Hospital (BMG)                   | DE6 (6 Wo.)DE | AT15 (3 Wo.)AT | CH8 (5 Wo.)CH | UK1 Silber · (7 Wo.)UK | — | Erstveröffentlichung: 2. November 2018   |

### Livealben
| Jahr | Titel Musiklabel                                               | Höchstplatzierung, Gesamtwochen, AuszeichnungChartplatzierungen (Jahr, Titel, Musiklabel, Platzierungen, Wochen, Auszeichnungen, Anmerkungen) | Höchstplatzierung, Gesamtwochen, AuszeichnungChartplatzierungen (Jahr, Titel, Musiklabel, Platzierungen, Wochen, Auszeichnungen, Anmerkungen) | Höchstplatzierung, Gesamtwochen, AuszeichnungChartplatzierungen (Jahr, Titel, Musiklabel, Platzierungen, Wochen, Auszeichnungen, Anmerkungen) | Höchstplatzierung, Gesamtwochen, AuszeichnungChartplatzierungen (Jahr, Titel, Musiklabel, Platzierungen, Wochen, Auszeichnungen, Anmerkungen) | Höchstplatzierung, Gesamtwochen, AuszeichnungChartplatzierungen (Jahr, Titel, Musiklabel, Platzierungen, Wochen, Auszeichnungen, Anmerkungen) | Anmerkungen                        |
| Jahr | Titel Musiklabel                                               | DE | AT | CH | UK | US | Anmerkungen                        |
| ---- | -------------------------------------------------------------- | --- | --- | --- | --- | --- | ---------------------------------- |
| 2011 | World’s on Fire – Live Take Me to the Hospital (Cooking Vinyl) | DE15 (3 Wo.)DE | AT29 (3 Wo.)AT | CH25 (5 Wo.)CH | UK5 (6 Wo.)UK | — | Erstveröffentlichung: 23. Mai 2011 |

### Kompilationen
| Jahr | Titel Musiklabel                                     | Höchstplatzierung, Gesamtwochen, AuszeichnungChartplatzierungen (Jahr, Titel, Musiklabel, Platzierungen, Wochen, Auszeichnungen, Anmerkungen) | Höchstplatzierung, Gesamtwochen, AuszeichnungChartplatzierungen (Jahr, Titel, Musiklabel, Platzierungen, Wochen, Auszeichnungen, Anmerkungen) | Höchstplatzierung, Gesamtwochen, AuszeichnungChartplatzierungen (Jahr, Titel, Musiklabel, Platzierungen, Wochen, Auszeichnungen, Anmerkungen) | Höchstplatzierung, Gesamtwochen, AuszeichnungChartplatzierungen (Jahr, Titel, Musiklabel, Platzierungen, Wochen, Auszeichnungen, Anmerkungen) | Höchstplatzierung, Gesamtwochen, AuszeichnungChartplatzierungen (Jahr, Titel, Musiklabel, Platzierungen, Wochen, Auszeichnungen, Anmerkungen) | Anmerkungen                            |
| Jahr | Titel Musiklabel                                     | DE | AT | CH | UK | US | Anmerkungen                            |
| ---- | ---------------------------------------------------- | --- | --- | --- | --- | --- | -------------------------------------- |
| 2005 | Their Law: The Singles 1990–2005 XL Recordings (EMI) | DE45 (5 Wo.)DE | AT34 (4 Wo.)AT | CH40 (5 Wo.)CH | UK1 ×3Dreifachplatin · (71 Wo.)UK | — | Erstveröffentlichung: 17. Oktober 2005 |

### EPs
- 1991: What Evil Lurks
- 2009: Lost Beats
- 2012: The Added Fat EP
- 2015: HMV Exclusive Remix EP
- 2015: The Night Is My Friend EP

## Singles
| Jahr | Titel Album                                                   | Höchstplatzierung, Gesamtwochen, AuszeichnungChartplatzierungen (Jahr, Titel, Album, Platzierungen, Wochen, Auszeichnungen, Anmerkungen) | Höchstplatzierung, Gesamtwochen, AuszeichnungChartplatzierungen (Jahr, Titel, Album, Platzierungen, Wochen, Auszeichnungen, Anmerkungen) | Höchstplatzierung, Gesamtwochen, AuszeichnungChartplatzierungen (Jahr, Titel, Album, Platzierungen, Wochen, Auszeichnungen, Anmerkungen) | Höchstplatzierung, Gesamtwochen, AuszeichnungChartplatzierungen (Jahr, Titel, Album, Platzierungen, Wochen, Auszeichnungen, Anmerkungen) | Höchstplatzierung, Gesamtwochen, AuszeichnungChartplatzierungen (Jahr, Titel, Album, Platzierungen, Wochen, Auszeichnungen, Anmerkungen) | Anmerkungen                                             |
| Jahr | Titel Album                                                   | DE | AT | CH | UK | US | Anmerkungen                                             |
| ---- | ------------------------------------------------------------- | --- | --- | --- | --- | --- | ------------------------------------------------------- |
| 1991 | Charly Experience                                             | — | — | — | UK3 Silber · (18 Wo.)UK | — | Erstveröffentlichung: 12. August 1991                   |
| 1991 | Everybody in the Place Experience                             | — | — | — | UK2 (14 Wo.)UK | — | Erstveröffentlichung: 30. Dezember 1991                 |
| 1992 | Fire / Jericho Experience                                     | — | — | — | UK11 (7 Wo.)UK | — | Erstveröffentlichung: 7. September 1992                 |
| 1992 | Out of Space Experience                                       | DE15 (19 Wo.)DE | — | CH30 (10 Wo.)CH | UK5 Platin · (19 Wo.)UK | — | Erstveröffentlichung: 9. November 1992                  |
| 1993 | Wind It Up Experience                                         | — | — | CH16 (2 Wo.)CH | UK11 (9 Wo.)UK | — | Erstveröffentlichung: 29. März 1993                     |
| 1993 | One Love Music for the Jilted Generation                      | — | — | CH30 (3 Wo.)CH | UK8 (8 Wo.)UK | — | Erstveröffentlichung: 4. Oktober 1993                   |
| 1994 | No Good (Start the Dance) Music for the Jilted Generation     | DE4 Gold · (22 Wo.)DE | AT6 (12 Wo.)AT | CH8 (20 Wo.)CH | UK4 Platin · (18 Wo.)UK | — | Erstveröffentlichung: 16. Mai 1994                      |
| 1994 | Voodoo People Music for the Jilted Generation                 | — | — | CH36 (4 Wo.)CH | UK13 Platin · (16 Wo.)UK | — | Erstveröffentlichung: 12. September 1994                |
| 1995 | Poison Music for the Jilted Generation                        | — | — | CH23 (7 Wo.)CH | UK15 Silber · (13 Wo.)UK | — | Erstveröffentlichung: 6. März 1995                      |
| 1996 | Firestarter The Fat of the Land                               | DE6 (21 Wo.)DE | AT8 (12 Wo.)AT | CH11 (20 Wo.)CH | UK1 ×2Doppelplatin · (62 Wo.)UK | US30 Gold · (20 Wo.)US | Erstveröffentlichung: 18. März 1996                     |
| 1996 | Breathe The Fat of the Land                                   | DE8 Gold · (21 Wo.)DE | AT6 (16 Wo.)AT | CH5 (19 Wo.)CH | UK1 ×2Doppelplatin · (27 Wo.)UK | — | Erstveröffentlichung: 11. November 1996                 |
| 1997 | Smack My Bitch Up The Fat of the Land                         | DE51 (7 Wo.)DE | — | — | UK8 Platin · (16 Wo.)UK | US89 (7 Wo.)US | Erstveröffentlichung: 17. November 1997                 |
| 2002 | Baby’s Got a Temper –                                         | DE37 (7 Wo.)DE | AT35 (9 Wo.)AT | CH31 (11 Wo.)CH | UK5 (10 Wo.)UK | — | Erstveröffentlichung: 1. Juli 2002                      |
| 2004 | Girls Always Outnumbered, Never Outgunned                     | — | — | — | UK19 (4 Wo.)UK | — | Erstveröffentlichung: 30. August 2004                   |
| 2005 | Voodoo People / Out of Space Their Law: The Singles 1990–2005 | — | — | CH93 (2 Wo.)CH | UK20 Gold · (4 Wo.)UK | — | Erstveröffentlichung: 3. Oktober 2005                   |
| 2008 | Invaders Must Die                                             | — | — | CH62 (2 Wo.)CH | UK49 Silber · (7 Wo.)UK | — | Erstveröffentlichung: 26. November 2008                 |
| 2009 | Omen Invaders Must Die                                        | DE28 (9 Wo.)DE | AT22 (8 Wo.)AT | CH40 (5 Wo.)CH | UK4 Platin · (21 Wo.)UK | — | Erstveröffentlichung: 16. Februar 2009                  |
| 2009 | Warrior’s Dance Invaders Must Die                             | DE64 (3 Wo.)DE | AT54 (1 Wo.)AT | — | UK9 Gold · (24 Wo.)UK | — | Erstveröffentlichung: 11. Mai 2009                      |
| 2009 | Take Me to the Hospital Invaders Must Die                     | — | — | — | UK38 (2 Wo.)UK | — | Erstveröffentlichung: 31. August 2009                   |
| 2015 | Nasty The Day Is My Enemy                                     | — | — | — | UK98 (1 Wo.)UK | — | Erstveröffentlichung: 12. Januar 2015                   |
| 2015 | The Day Is My Enemy                                           | — | — | — | — | — | Erstveröffentlichung: 28. Januar 2015                   |
| 2015 | Wild Frontier The Day Is My Enemy                             | — | — | — | — | — | Erstveröffentlichung: 24. Februar 2015                  |
| 2015 | Wall of Death The Day Is My Enemy                             | — | — | — | — | — | Erstveröffentlichung: 17. März 2015                     |
| 2015 | Ibiza The Day Is My Enemy                                     | — | — | — | — | — | Erstveröffentlichung: 24. März 2015 feat. Sleaford Mods |
| 2018 | Need Some1 No Tourists                                        | — | — | — | — | — | Erstveröffentlichung: 19. Juli 2018                     |
| 2018 | Light Up the Sky No Tourists                                  | — | — | — | — | — | Erstveröffentlichung: 26. September 2018                |
| 2018 | Fight Fire with Fire No Tourists                              | — | — | — | — | — | Erstveröffentlichung: 11. Oktober 2018 feat. Ho99o9     |
| 2018 | We Live Forever No Tourists                                   | — | — | — | — | — | Erstveröffentlichung: 26. Oktober 2018                  |
| 2018 | Timebomb Zone No Tourists                                     | — | — | — | — | — | Erstveröffentlichung: 5. Dezember 2018                  |

## Musikvideos
| Jahr | Titel                          | Regie                   |
| ---- | ------------------------------ | ----------------------- |
| 1991 | Charly                         | Russell Curtis          |
| 1991 | Everybody in the Place         | Russell Curtis          |
| 1992 | Fire                           | Russell Curtis          |
| 1992 | Out of Space                   | Russell Curtis          |
| 1993 | Wind It Up (Rewound)           | Russell Curtis          |
| 1993 | One Love                       | Hyperbolic Systems      |
| 1994 | No Good (Start the Dance)      | Walter Stern            |
| 1994 | Voodoo People                  | Walter Stern            |
| 1995 | Poison                         | Walter Stern            |
| 1996 | Firestarter                    | Walter Stern            |
| 1996 | Breathe                        | Walter Stern            |
| 1997 | Smack My Bitch Up              | Jonas Åkerlund          |
| 2002 | Baby’s Got a Temper            | Traktor                 |
| 2004 | Girls                          | Mat Cook & Julian House |
| 2004 | Hotride                        | Daniel Levi             |
| 2005 | Spitfire                       | Tim Qualtrough          |
| 2005 | Voodoo People (Pendulum Remix) | Ron Scalpello           |
| 2008 | Invaders Must Die              | Cordelia Plunket        |
| 2009 | Omen                           | Paul Dugdale            |
| 2009 | Warrior’s Dance                | Corin Hardy             |
| 2009 | Take Me to the Hospital        | Paul Dugdale            |
| 2010 | Run With the Wolves            | Rob Wicksteed           |
| 2015 | Nasty                          | Oliver Jones            |
| 2015 | Wild Frontier                  | Mascha Halberstad       |
| 2015 | Ibiza                          | Roger Sargent           |
| 2015 | Get Your Fight On              | Bartleberry Logan       |
| 2018 | Need Some1                     | Paco Raterta            |
| 2018 | Timebomb Zone                  | Paco Raterta            |

## Promoveröffentlichungen
| Jahr | Titel Album                                  | Anmerkungen                |
| ---- | -------------------------------------------- | -------------------------- |
| 2004 | Hotride Always Outnumbered, Never Outgunned  | Erstveröffentlichung: 2004 |
| 2005 | Spitfire Always Outnumbered, Never Outgunned | Erstveröffentlichung: 2005 |

## Statistik

### Chartauswertung
|                     | DE    | AT    | CH    | UK    | US    |
| ------------------- | ----- | ----- | ----- | ----- | ----- |
| Nummer-eins-Alben   | DE1DE | AT1AT | CH2CH | UK7UK | US1US |
| Top-10-Alben        | DE5DE | AT5AT | CH6CH | UK8UK | US1US |
| Alben in den Charts | DE9DE | AT8AT | CH8CH | UK9UK | US5US |

|                       | DE    | AT    | CH     | UK     | US    |
| --------------------- | ----- | ----- | ------ | ------ | ----- |
| Nummer-eins-Singles   | DE—DE | AT—AT | CH—CH  | UK2UK  | US—US |
| Top-10-Singles        | DE3DE | AT3AT | CH2CH  | UK11UK | US—US |
| Singles in den Charts | DE8DE | AT6AT | CH11CH | UK20UK | US2US |

### Auszeichnungen für Musikverkäufe
| Goldene Schallplatte - Australien - 2009: für das Album Invaders Must Die - Belgien - 1997: für die Single Breathe - Europa (Impala) - 2011: für das Album World’s on Fire – Live - Finnland - 1997: für die Single Firestarter - 1998: für das Album Music for the Jilted Generation - Italien - 1997: für das Album The Fat of the Land - Kanada - 1998: für das Album Music for the Jilted Generation - 2022: für die Single Smack My Bitch Up - Neuseeland - 1998: für die Single Smack My Bitch Up - 2005: für das Album Their Law: The Singles 1990–2005 - Niederlande - 2010: für das Album Invaders Must Die - Polen - 1997: für das Album Experience - 1997: für das Album Music for the Jilted Generation - 1997: für das Album The Fat of the Land - 2010: für das Album Invaders Must Die - Schweden - 1997: für das Album Music for the Jilted Generation - 1998: für die Single Firestarter - Vereinigtes Königreich - 2013: für das Videoalbum Electronic Punks | 2× Goldene Schallplatte - Frankreich - 1998: für das Album The Fat of the Land Platin-Schallplatte - Australien - 1997: für das Album Music for the Jilted Generation - Belgien - 1997: für das Album The Fat of the Land - Finnland - 1997: für das Album The Fat of the Land - 1997: für die Single Breathe - Japan - 1998: für das Album The Fat of the Land - Kanada - 2022: für die Single Breathe - Neuseeland - 1997: für das Album Music for the Jilted Generation - 1997: für das Album The Fat of the Land - 1997: für die Single Breathe - 1997: für die Single Firestarter - Niederlande - 1997: für das Album The Fat of the Land - Russland - 2009: für das Album Invaders Must Die - Schweden - 1997: für das Album The Fat of the Land - 1997: für die Single Breathe - Spanien - 1997: für das Album The Fat of the Land | 2× Platin-Schallplatte - Australien - 1997: für das Album The Fat of the Land - 1997: für die Single Breathe - Europa (IFPI) - 1997: für das Album The Fat of the Land - Europa (Impala) - 2010: für das Album Invaders Must Die 3× Platin-Schallplatte - Kanada - 1997: für das Album The Fat of the Land 4× Platin-Schallplatte - Portugal - 2011: für das Videoalbum World’s on Fire – Live |

Anmerkung: Auszeichnungen in Ländern aus den Charttabellen bzw. Chartboxen sind in ebendiesen zu finden.
| Land/RegionAuszeichnungen für Musikverkäufe (Land/Region, Auszeichnungen, Verkäufe, Quellen) | Silber     | Gold       | Platin       | Verkäufe    | Quellen                                                   |
| -------------------------------------------------------------------------------------------- | ---------- | ---------- | ------------ | ----------- | --------------------------------------------------------- |
| Australien (ARIA)                                                                            | —          | Gold1      | 5× Platin5   | 385.000     | aria.com.au                                               |
| Belgien (BRMA)                                                                               | —          | Gold1      | Platin1      | 75.000      | ultratop.be                                               |
| Deutschland (BVMI)                                                                           | —          | 4× Gold4   | —            | 850.000     | musikindustrie.de                                         |
| Europa (IFPI)                                                                                | —          | —          | 2× Platin2   | (2.000.000) | ifpi.org (Memento vom 1. Januar 2014 im Internet Archive) |
| Europa (Impala)                                                                              | —          | Gold1      | 2× Platin2   | (1.075.000) | Einzelnachweise                                           |
| Finnland (IFPI)                                                                              | —          | 2× Gold2   | 2× Platin2   | 80.215      | ifpi.fi                                                   |
| Frankreich (SNEP)                                                                            | —          | 2× Gold2   | —            | 200.000     | snepmusique.com                                           |
| Italien (FIMI)                                                                               | —          | Gold1      | —            | 50.000      | Einzelnachweise                                           |
| Japan (RIAJ)                                                                                 | —          | —          | Platin1      | 200.000     | riaj.or.jp                                                |
| Kanada (MC)                                                                                  | —          | 2× Gold2   | 4× Platin4   | 470.000     | musiccanada.com                                           |
| Neuseeland (RMNZ)                                                                            | —          | 2× Gold2   | 4× Platin4   | 62.500      | aotearoamusiccharts.co.nz                                 |
| Niederlande (NVPI)                                                                           | —          | Gold1      | Platin1      | 125.000     | nvpi.nl                                                   |
| Österreich (IFPI)                                                                            | —          | 2× Gold2   | —            | 35.000      | ifpi.at                                                   |
| Polen (ZPAV)                                                                                 | —          | 4× Gold4   | —            | 160.000     | olis.pl                                                   |
| Portugal (AFP)                                                                               | —          | —          | 4× Platin4   | 32.000      | Einzelnachweise                                           |
| Russland (NFPF)                                                                              | —          | —          | Platin1      | 20.000      | 2m-online.ru                                              |
| Schweden (IFPI)                                                                              | —          | 2× Gold2   | 2× Platin2   | 165.000     | sverigetopplistan.se SE2                                  |
| Schweiz (IFPI)                                                                               | —          | 2× Gold2   | —            | 40.000      | hitparade.ch                                              |
| Spanien (Promusicae)                                                                         | —          | —          | Platin1      | 100.000     | elportaldemusica.es                                       |
| Vereinigte Staaten (RIAA)                                                                    | —          | Gold1      | 2× Platin2   | 2.500.000   | riaa.com                                                  |
| Vereinigtes Königreich (BPI)                                                                 | 4× Silber4 | 5× Gold5   | 22× Platin22 | 10.925.000  | bpi.co.uk                                                 |
| Insgesamt                                                                                    | 4× Silber4 | 33× Gold33 | 54× Platin54 |             |                                                           |